# Leo Schobinger
Leo Schobinger (* 22. Juli 1897 in Kressbronn; † 25. Mai 1985 in Maichingen) war ein deutscher Maler, Grafiker und Kunstpädagoge. Aus Impressionismus und Expressionismus heraus entwickelte er seinen eigenen, unverwechselbaren Stil, in dem er „die Schönheit und Würde der sichtbaren Welt in der Erscheinung der Farbe, ihren Rhythmus und ihre Strukturen in der Grafik“ für den Betrachter ausbreitete.

## Leben und Werk
Leo Schobinger absolvierte von 1911 bis 1917 eine Lehrerausbildung in Saulgau. 1917 und 1918 wurde er zum Kriegsdienst in Flandern herangezogen. Von 1919 bis 1923 wirkte er als Lehrer in Waldburg. Er wurde in dieser Zeit mit dem Münchener Maler Paul Hey bekannt. 1923 wirkte er als Lehrer in Kornwestheim. 1924 und 1925 wirkte er dann als Zeichenlehrer am Saulgauer Lehrerseminar. Von 1925 bis 1930 studierte er dann bei Christian Landenberger, Arnold Waldschmidt und Heinrich Altherr an der Kunstakademie Stuttgart sowie an der Technischen Hochschule Stuttgart.
Von 1930 bis 1962 wirkte Leo Schobinger als Dozent für Grafik an der Höheren Fachschule für das grafische Gewerbe (heute: Fachschule für Druck) in Stuttgart. „Nach seiner Heimkehr aus der Gefangenschaft setzte sich Leo Schobinger auf umfassende Weise mit Themen der christlichen Heilsbotschaft auseinander.“ In Werken dieser Zeit thematisierte er häufig Erfahrungen wie Verlust, Schmerz, Leid, Tod und Trauer mit unverwechselbarer Ausdruckskraft und auf zeitlose Weise.

## Ausstellungsteilnahmen (Auszug)
- 1928, 1929, 1931: Stuttgarter Sezession.
- 1930: Juryfreie Künstlervereinigung Berlin.
- 1930: Deutscher Künstlerbund in Stuttgart und in Paris.
- 1931: Künstlervereinigung Ulm.
- 1931: Berliner Secession.
- 1931: Ausstellung im Münchener Glaspalast.
- 1932: Ulmer Kunstverein.
- 1935: Kunstverein Heilbronn.
- 1943: Junge Kunst im Deutschen Reich, Künstlerhaus Wien.[3]
- 1952: Kunsthaus Schaller, Stuttgart.
- 1955: Württembergischer Kunstverein Stuttgart.
- 1955: Kunstgewerbemuseum Schwäbisch Gmünd.
- 1961, 1966: Böblinger Kunstverein.
- 1963: Ausstellung im Wessenberghaus, Konstanz.
- 1966, 1977, 1982: Ausstellungen in Sindelfingen.

## Werke
- Leo Schobinger. Wandmosaik in der Aussegnungshalle des Friedhofs Maichingen (1973).
- Einrichtung einer Dauerausstellung mit Werken von Leo Schobinger im Museum in der Lände, Kressbronn (1981/1982).